# リィンカーネーションの花弁
『リィンカーネーションの花弁』（リィンカーネーションのかべん）は、小西幹久による日本の漫画。雑誌『月刊コミックブレイド』（マッグガーデン）にて2014年7月号から連載開始。掲載誌が同年9月号で休刊したのに伴い、WEBコミックサイト『マッグガーデンコミックオンライン』内の『コミックブレイド』（同社）に移籍し、同媒体が『MAGCOMI（マグコミ）』（同社）に移行後も継続。また雑誌『月刊コミックガーデン』（同社）でも『コミックブレイド』（『MAGCOMI』時代含む）掲載後に同時掲載されていたが、2017年9月号からは本誌が先行掲載誌となっている。2024年8月時点で単行本第19巻までの累計発行部数が300万部を突破している。話数表記は「第○輪」。
2026年のテレビアニメ化が発表されている。

## あらすじ
自らの首を切ることで前世の才能を得ることができる“輪廻の枝”。高校生の扇寺東耶はクラスメイトの灰都がその枝を使いシリアルキラー（＝アルバート・ハミルトン・フィッシュ）と戦う場面に遭遇してしまう。この戦いで灰都らに認められた東耶は、自らも輪廻の枝を手に入れ、前世の才能を得た。東耶は灰都ら多くの偉人が集う“偉人の杜”に参加し、数々の戦いに巻き込まれることになる。

## 登場人物
声の項はテレビアニメの声優。

### 主要人物
扇寺 東耶（せんじ とうや）
声 - 千葉翔也
本作の主人公。男子高校生。実家は豪勢な屋敷だが、兄が死んでからは家族に追い出されてボロいアパートで1人暮らしをしている。優秀な兄と比べられて育ち、自分が無才であることに劣等感を持つ。そのため、勉学を最後の砦と決めており、学校終わりに塾を2つ通っている。だが、全国模試で毎回100位以内に入るほどの学力を持ちながらも満足してはいない。兄と比べられてきたその生い立ちのせいで他人に強く嫉妬している。
輪廻返りした殺人犯の犯行を目撃し、恐怖で立ち竦むのではなく、その殺人の才能にすら嫉妬するほど才能に飢えていた。
｢輪廻の枝｣により才能を手に入れて｢偉人の杜｣に参加する。初めのころは敵味方関係なく、才能を奪うという野望を持っていたものの、敵に攻撃された舩坂を才能を露見させてまで守ってしまうなどの人間性を持ち、その矛盾性を舩坂自身に指摘された。その後、項羽から本当の兄の姿を聞き、自分の目指す道を考える。
項羽戦の後は暴走する｢偉人の杜｣を止めるため、黒鋭隊と灰都らと共に協力する。
前世は石川五右衛門。
才能・盗人の右腕、左腕
盗人の右腕で物質を透過してあらゆる物を盗むことができる。さらに相手の才能を盗むこともでき、盗んだ才能は盗人の左腕によって使用することが可能であるが、オリジナルに数段階劣る　。現時点 では罪人格ヴラド・ツェペシュの「串刺し公」、舩坂弘の「不死の兵｣、柳生十兵衛の「一寸の極み」を所有。

灰都・ルオ・ブフェット（はいと＝ルオ＝ブフェット）
声 - 丸岡和佳奈
灰髪灰眼の少女。東耶のクラスメイトであり、剣道の強者として学校で数多くの噂が流れていた。その正体は｢廻り者｣で、まだなってから日が浅く、才能に飢える東耶を過去の自分に重ね、｢偉人の杜｣に彼を推薦した。戦いを楽しむ癖がある。家には帰らず、通っている学校の道場に長い間泊まり込んでいる。
輪廻返りした当初は、髪の色が黒に変わり2振りの刀を出現させるだけだったが、次第に装束も変わるようになった。
元々は捨て子で施設育ちだったが、その見た目から施設の子供たちに苛められて泣いていたところを、近くで道場を開いていた剣道の師範の男性が迎え入れてくれており、その人の養子となった。父への恩返しのために一人前の剣士を目指すが、自分には剣の才能がないと悲観し、必死になって｢輪廻の枝｣を探し入手する。しかし、それで得た武蔵の才能で父を凌駕してしまい、剣が持てなくなるほどの怪我も負わせてしまう。結果、恩を仇で返すこととなり道場は破門、家を飛び出した。その後、「完全な廻り者」になり道場を再建するため、偉人の杜で活動する。才能に呑まれて道場破りと武者修行をしていた時期があり、柳生とも相対したが覚えていない。
項羽戦では柳生、カエサルと行動する。カエサルの裏切り発覚後、覚醒。その後カエサル、ノストラダムスと暴走状態で交戦する。力が覚醒して誰にも止められない状態になるも、項羽の能力によって抑えられる。
その後長い眠りから覚めた後は北束ら黒鋭隊に協力するが、東耶の「人類が生き残るには廻り者が滅ぶべき」という正しくとも冷淡な判断にショックを受け逃亡した。記憶を取り戻した柳生に襲われ再び暴走状態となってしまうが、柳生の才能を継いだ東耶との戦いによって正気に戻る。そして、廻り者殲滅のために東耶と共に戦うことを決意する。
前世は剣豪宮本武蔵。
才能・歪二天礼法（いびつにてんれいほう）
人外の域に達するほどの剣術に目覚め、加えて動体視力なども身につく。また黒刀「首刈り」白刀「腹削ぎ」の2刀を顕現させる。色屍、相抜、一刀延鉄などの技を持つ。
暴走状態に陥ると、戦の象徴である百足が顕現し戦い続ける鬼神と化す。

### 偉人の杜
ジョン・V・ノイマン
声 - 佐倉綾音
偉人の杜の初期メンバーにして現在のリーダー。19歳。右目が7セグメントの「0」、左目が「1」を象っており、普段から車椅子を利用している。冷静沈着な性格で、仲間に的確な指示を出す。小柄だが小さいと言われると怒り、根に持つ。過去に項羽に殺されたダヴィンチの示した通り罪人格の廻り者を一掃することを目的とした。後に、実はナイチンゲールに操られていることが判明する。が、深層意識下で洗脳に抵抗するなどしていた。
項羽戦の後、ニュートン、ナイチンゲールと共に「偉人類計画」を宣言し、人類に宣戦布告をする。
前世は天才数学者ジョン・フォン・ノイマン。
才能・予測演算
異常なまでの計算力と思考力によって予知のような精度で未来予測をすることができる。
才能・電脳の主
インターネットを介して世界規模のハッキングを一瞬で行なう才能。どんなプロテクトをも突破できるが、物理的に通信不可能な機器（イントラネット）は対象にできない。
ノイマンⅡ
ノイマンが作成した自律型AI。左目が「1」ではなく「2」になっている。本体が行動不能になった際のサブとして作られた。携帯を圏外で開くことで自動的に起動する。スペックはオリジナルであるノイマン自身には劣るが、予測演算等は可能。また、デバイスのスペックに依存するため、東耶の携帯電話での長時間の予測演算は不可能。偉人の杜の宣戦布告後、東耶や北束らの協力者となる。

ニュートン
リンゴ頭で、殴られるとリンゴの品種を叫ぶというユーモア溢れる人物。アインシュタインと共に偉人の杜の二強に数えられる。普段は飄々としてふざけた態度が多いが、かなり頭が切れる。項羽戦ではアインシュタインと共に後衛を担当していたが、ヒトラーとポル＝ポトと遭遇し交戦する。偉人の杜への疑問が残り拠点に帰還したあとアインと共にノイマンらを問い詰めようとするがナイチンゲールの才能により態度が急変、アインを攻撃する。その後はナイチンゲールの隷属下に置かれ、偉人の杜メンバーとして操られていた。アルベルトと行動をともにするようになってからは、アインに噛まれ本来リンゴの品種を言うところを普通に｢痛ッ｣と叫ぶなど、自我が無くなりかけていた。絵之島にアルベルトと襲撃に来た際には、東耶たちの作戦でナイチンゲールに治癒された腕を切断され、自我を取り戻した。
前世はアイザック・ニュートン。
才能・重力の実
リンゴの形をした実を中心に、重力を操ることができる。有効範囲は4メートル、即死範囲は2メートルとなる。

アインシュタイン
偉人の杜の初期メンバーにして二強の1人。通称アイン。ピンクの髪に緑のスーツで、胸には大きな歯車のような痣がある。男嫌いで東耶の偉人の杜加入にも反対していた。過去にはダヴィンチを攻撃されたことにより衝動的になり、項羽に瀕死の重傷を負わせた。後の項羽戦では復讐を誓っていたが、ヒトラーとポル＝ポトとの交戦を通して疑問を抱く。その疑問をノイマンに問いただした際、ナイチンゲールに隷属されたニュートンに攻撃され、片足を失いながらも逃亡する。
項羽戦の後は長らく行方不明となっていたが東耶、北束らと合流、暴走する偉人の杜を止めるため協力する。ニュートンのことを意識しているような言動があり、アンリや灰都に度々からかわれている。
前世はアルベルト・アインシュタイン。
才能・空間転移
1秒未満で空間を交換し、瞬間移動をすることができる。有効範囲は世界中だが、座標登録していない場所には移動できないという欠点がある。また、転移する空間の境界に対象を配置することで強力な攻撃が可能。アインシュタインがニュートンと行動を共にしていたのは、空間転移が強力な重力場や磁場の中だと安定するため。

舩坂 弘（ふなさか ひろし）
偉人の杜の日本メンバー。軍人らしい潔い心を持つ。ノイマンからスパイ容疑がかけられていた東耶を見張るよう言われ、項羽戦では東耶とファーブルと行動する。ファーブルとの連携でデサルボを倒した後、同じ不死の才能を持つルーデルと交戦する。
不死身であるがゆえに退屈をしていたが、ルーデルと交戦することで互いにすり減るような戦いを求めていたことに気付く。自身と同じ境遇で、そのことに気づかせてくれたルーデルに感謝し、誰のためでもなく己のために決着をつけると決意する。その後不死に限界が来たため東耶に才能を託し死亡。
前世は日本陸軍の軍人として活躍した舩坂弘。
才能・不死の兵
どんな攻撃を受けても再生できるため、「不滅の不死」と呼ばれる。他の才能同様行使には限りがあると舩坂自身は思っていたが、実は限界が訪れ、身が白骨化しても生き続けられることが判明。また、他にも小銃や手榴弾を顕現できる。あくまでも兵装は小火器に限定されるのは前世が陸軍軍人であったためだと推測される。

ナイチンゲール
偉人の杜日本メンバー。後衛に徹し負傷した仲間を治療する。舩坂と共にいることが多いらしい。項羽戦ではノイマンと共に拠点で待機していた。
実際には、才能でノイマンを初めとする偉人の杜メンバーを操っていた黒幕。項羽戦では帰還したニュートンを洗脳してアインを攻撃させた他、罪人軍が全滅したことを受け「全人類偉人化計画」を遂行。ノイマンを操って間接的にメンバーに指示を出しており、「偉人の杜は3ヶ月以内に人類を滅ぼす」として宣戦布告をした。過去には、サナトリウムという場所で廻り者についての研究をしており、項羽とも面識が有った。元「医術会」所属。
前世はフローレンス・ナイチンゲール。
言動の端々から現在のナイチンゲールは偽物であることが示唆される。本物の現在の詳細は不明。炎を操る才能も顕現させている。これはサナトリウムでアルベルトと共に暮らしていた男の子の廻り者の才能だということが示唆されている。またテスラ曰く「万物を殺す」結晶を周囲の地表から出現させることも確認されている。
才能・癒の天使
仲間の傷を癒すことができる。かなり大きな傷でも治せるが、死者を生き返らせることはできない。
才能・クリミアの赤い影
癒の天使によって治した者を自分に隷属させることができる。隷属の深さと早さは、治した傷の部位と大きさに比例し、指の切り傷での洗脳は数年単位の時間を要する。洗脳されて間もない場合は、その部位を切断することで解除が可能。隷属した廻り者の首からは黒い花弁が舞う。

パブロ・ピカソ
偉人の杜初期メンバーの1人。絵を描くことが大好きで、常にお面を被っている。非戦闘員であるため普段から戦いには参加しない。子供らしい無邪気で明るい性格。ダウィンチを慕っていた。元「美術会」所属。
前世はパブロ・ピカソ。
才能・時代
能力の詳細は不明。ゴッホ曰く、「美術会の誰よりも強力な才能」。
ハンス・ドリーシュ
偉人の杜日本メンバー。ノイマンが信頼できる人物として呼ばれた中に含まれていた。ヴラド公をニュートン、灰都ら共に追い詰め、項羽戦では拠点でノイマンらを護衛する。
ハスコックによって全員射撃されたかに見えたが本体は無事であった。しかし他の多くの偉人の杜メンバー同様ナイチンゲールに操られていた。
前世はハンス・ドリーシュ。
才能・複製者
液体の入った試験管を肩に装着しており、これを割ることで自分の分身を生み出すことができる。

柳生 十兵衛（やぎゅう じゅうべえ）
偉人の杜遠征組。左目に眼帯をしており、自身のことを俺と呼ぶ女性。灰都のことを同じ剣士として意識している。項羽戦では灰都らと行動するが、カエサルの裏切りによって戦闘不能にされる。戦い後は黒鋭隊に治療され、暴走する偉人の杜を止めるため東耶らと協力。逃亡した灰都を東耶と共に追う途中アラン・スミシーに出会い、過去の記憶を取り戻す。
柳生が廻り者になる前、武蔵の才能で道場破りを繰り返していた灰都に柳生の通う道場の師範代や弟弟子を打ち負かされ、自身も左目に怪我を負った。灰都に復讐を誓うも、廻り者になったことでこの記憶を失っていた。
才能を行使し剣技で灰都を圧倒するも、灰都の身体能力に依存する戦いやカエサルに負わされた傷が原因で敗北。東耶に戦い方と才能を伝授し、二晩に及ぶ灰都との戦いを見届けた。最期は「不完全な廻り者」である東耶と灰都の行く末に思いを馳せ、夜明けと共に死亡。
前世は江戸時代の武士柳生三厳。
才能・一寸の極み
視覚を限界使用でき世界をスローで見ることができる才能。最速で躱し、最速で斬ることを戦術とする。欠点として脳への負担が大きいことが挙げられ、そのため長時間使用できない。
才能を行使する際に左目の眼帯を外しているが、右目でも使っているような描写がある、

ガイウス＝ユリウス＝カエサル
偉人の杜遠征組で、極度の女好き。一方男には興味が全くと言っていいほど無く、全てブルータスに見えるとさえ言われた。軽いノリだが実際は思慮深い。「花弁」に関する考察・研究を最大の行動原理とする。
その正体はスパイとして偉人の杜に送られた項羽軍の廻り者。偉人の杜が立ち上がる前から項羽とはヒトラーらと共に顔を合わせており、強者揃いの五虎将の中でも最強とされている。ノストラダムスと共闘して覚醒状態の灰都に立ちはだかるが、殺害される。花弁についての考察や研究の結果を項羽に残しており、その後黒鋭部隊に託される。
前世はローマ期の軍人、政治家であるガイウス・ユリウス・カエサル。
才能・ピグマリオン
赤い戦旗を掲げることで1000人以下の味方を潜在能力を最大に引き出した状態で完璧に統率する、カエサルの第一の才能。この才能を使うことは無かった。
才能・英雄の証
サイコロから実在する武器を生み出し、全て最高練度で使用できる、カエサル第二の才能。作中では使用されなかったが銃火器も召喚可能、さらには未完成であったとしても設計図や構想があるものならば召喚可能。（例として震電や未収航空母艦グラーフ・ツェッペリンなど）

ライト姉妹
偉人の杜遠征組で、姉妹揃って極度のシスコン。四六時中べったりしているらしい。項羽戦では拠点で序盤から才能を使い、偉人の杜を有利にしていた。そのために項羽軍の狙撃手から二度狙われ、ハスコックの狙撃により死亡。
前世はライト兄弟。
才能・空の人
お互いの片手が翼となり、空を飛行することができる。空の範囲であればどんな気候、気圧だろうと影響を受けない。

ファーブル
姿の見えない廻り者。誰も自分を認識できないためひとり遊びが得意。項羽戦では東耶、舩坂と共に行動し、デサルボを倒す。しかしその後2人とははぐれ、ヒトラーとポル＝ポトに遭遇。自身の才能を過信して2人を始末しようと考えたが、彼らの作戦にはめられ、殺害される。
前世はジャン・アンリ・ファーブル。
才能・観察者
視覚情報はもちろん音や匂い、振動なども無効化される完全なステルスになる。そのため仲間からも認識できない。殺虫防腐剤を注射して攻撃する。

シュレーディンガー
猫の容姿をした偉人の杜遠征組。綺麗好きと自称し、単独行動を好む。項羽戦ではビル・ヒコックと交戦し、勝利する。その後ヒトラーとポル＝ポトに殺害される。ラプラス、マクスウェルとは知り合いである。
前世はエルヴィン・シュレーディンガー。
才能・猫は選択者
確率のある選択肢から、 その選択肢が起こる確率がどんなに低くても1%でもあれば、それを選択して現実にできる才能。起こる確率が0%のことは選択できない。

ダーウィン
偉人の杜遠征組。罪人格を劣等種と呼んでいた。生物を見て進化に思いをはせるくせがある。項羽戦ではチカチーロと戦い、勝利した。その後ヒトラーとポル＝ポトに殺害される。
前世はチャールズ・ダーウィン。
才能・進化論
目を複眼にする、猛禽類の爪を得るなど自身の体の一部を既存の生物の一部に自由に進化させることができる。

ボビー＝フィッシャー
偉人の杜遠征組。人の指図を受けるのが嫌いで、単独行動を好む。項羽戦では軽口を叩きながらジャハーンギールを倒す。その後はヒトラー、ポル＝ポトと交戦し、殺害される。項羽戦の前にアランと接触し、チェスをしていたことが分かった。
前世はチェスプレイヤーのボビー・フィッシャー。
才能・神に届く白軍
戦場をチェス盤に見立て、顕現させたチェスの駒の兵士で戦う。また、通常駒が全滅すると通常駒より強い4種類の特殊駒を使うことができる。

シモ＝ヘイヘ
偉人の杜遠征組の女性狙撃手。砲身がとても長い狙撃銃を扱い、項羽戦ではライト姉妹をチャールズ＝ホイットマンから守るため戦う。その後はカルロス・ハスコックと交戦し、強い敵と戦えることに喜びを感じていた。ハスコックと相討ちとなる。
前世は白い死神と呼ばれたシモ・ヘイヘ。 
才能・白い地獄
相手にスコープを向けることで、自身が最も得意とする雪原を模した異空間へ引きずりこむ。外界とは時間の進みにズレがあり、第三者の介入は不可能。

扇寺 西耶（せんじ せいや）
東耶の兄。その優しさから人望も厚い。あらゆる面で優秀だったが、実は「万能器」によって得た才能であった。東耶のことを一番に考えており、誇れる兄になることを目標に才能を集めていた。その中で項羽、ノイマン、ピカソ、アインと共に世界平和を目指し、罪人格をも受け入れようと考えていた。しかしある日東耶が罪人格の廻り者に襲われ、重傷を負ってしまう。そのことを受け罪人格一掃を決意、項羽と仲違いしてしまう。その後項羽から受けた傷が致命傷となり、死亡。
前世はレオナルド・ダヴィンチ。
才能・万能器
あらゆる才能を開花しうる才能。他の偉人らに教わることで才能を模倣して習得できるが、その質は修行の練度による。確認できた才能は、項羽の「万象儀」とロベール=ウーダンの「欺く才能」のみ。廻り者の才能のみならず、いずれ項羽の武、ノイマンの頭脳、アインシュタインの論理、ピカソの芸術性を身につけると言われた。
また背中の帯を展開することで、複数の才能を同時に使用可能。

### 偉人の杜（「偉人類計画」宣言後 ）
項羽戦の後、偉人の杜に違和感を覚えた東耶、灰都、柳生、アインシュタインが袂を分かつ。しかし、偉人の杜メンバーの多くがナイチンゲールの隷属下にあり、そのまま所属している。（ナイチンゲールの他、ノイマン、ニュートン、ピカソ、ドリーシュ、エジソン、ノーベル）
隷属下にないのはテスラ、ピカソ、アルベルトなど少数。
偉人の杜メンバーの管理は元々ノイマンが担当しており、そのノイマンがナイチンゲールの隷属下であったため、他の廻り者たちも前々から所属していたと思われる。本拠点を変えており、成層圏に無数のディスプレイに覆われた数キロの球状の「天園(パラディソス)」を本拠地としており、ピカソの描いた「空」を映すことで空とカモフラージュしている。
ノーベル
大きな体をした偉人の杜日本メンバー。当初から東耶と顔を合わせていたが、長らく戦いに参加していなかった。項羽戦後はノイマンらの指示によりガガーリン、ニコラ・テスラと共にオーストラリアでテロを起こし、オーストラリアの大規模地域で信号を消失させる。その後、アレクサンドロスに遭遇し、戦闘になったが外装を破られ、死亡した。
前世はアルフレッド・ノーベル。
　才能・死の商人
腕から反物質、もしくはそれに準ずる物質でできたであろう爆弾を投下し、かなりの広範囲に高エネルギーの爆発を起こす。さらにその爆心地にいても無傷でいられる頑丈な体を手に入れる。
才能・面の皮
ノーベルの爆発を耐えれる外殻。「死の商人」を行使するほど強度が上がる。
逆に、危険物が近くにないほど強度が下がる。

ニコラ・テスラ
偉人の杜メンバー。ノーベルらと共にテロを起こし、ユーラシア北部の雪山を一瞬で溶かし、山々を炭化させた。「ギハハハハハ」という笑い方をする。ナイチンゲールの隷属になっておらず、単独行動が可能。しかし、ナイチンゲールが休眠に入った後に電力不足になったため、その解消に取りかかっている。
サナトリウムを運営していたころからナイチンゲールと面識がある。苦悩するナイチンゲールを偽物だと見下しており、現在入れ替わっている偽物のことも知っている。
前世は電気技師で発明家のニコラ・テスラ。
才能・世界システム
地球の自転からのエネルギーを用いて電力に変換し放出する。

ユーリ・ガガーリン
偉人の杜メンバー。ノーベルら共にノイマンらの指示のもと宇宙空間からテロを引き起こす。
前世は宇宙飛行士のユーリ・ガガーリン。
才能・神の不在
自身が宇宙空間に移動し、地球へ向かって小型のスプートニク1号に似た球状の物体をピンポイントで投擲する 特筆すべきは攻撃範囲ではなくその貫通力であり、地下900メートル程度まで到達するため（既存の地中貫通爆弾の到達深度は30 - 60メートル程度）、地下シェルターなどが意味をなさない。

アルベルト
ナイチンゲールが支配する偉人の杜のメンバー。ナイチンゲールが作ったサトナリウム出身。ニコラ・テスラと同様ナイチンゲールの隷属になっていないが、ナイチンゲールの為に良い子になりたい役に立ちたいと思っている。アインシュタインの後に才能に目覚めたためアルベルトと名乗っているが、「アインシュタインは二人もいらない」と発言している。｢浮草｣のメンバーの名前を聞いただけでそこから才能の詳細を当てるなど、かなり頭がキレる。
才能・ワームホール
自身の背後にワームホールを生み出し、自由に行き来が可能となる。そこからエジソンの兵器やテスラの雷撃などを転送して攻撃する。ワームホールは一人では運用不可能であり、ニュートンの重力場やテスラの磁場などの支援があって成り立つ能力。
マンフレート＝フォン＝リヒトホーフェン
フォッカー Dr.Iに乗った廻り者。偉人の杜本拠地の「天園」を守る空戦部隊の一人で「天園」近くを飛行していた３機のジェット機のうち二機に対し一撃を与えた。前世はドイツ陸軍パイロットのマンフレート・フォン・リヒトホーフェン
才能・赤い悪魔
　詳細は不明

エーリヒ＝ハルトマン
黒い乗機Bf 109G-4/R6に乗った廻り者。東耶含めた強襲部隊に対し攻撃を開始した。前世はドイツ空軍の軍人エーリヒ・ハルトマン
　才能・黒い悪魔
「鬱黒香（ブラックスブラウト）」
ハルトマンの機体からぶら下がっている蕾形のウェポンラック。どの体制、どの方向でも射撃可能のために死角がない。ハルトマンの卓越した射撃技術と合わさって強力な武器となっている。
「黒外套（ナガティブクローク）」
機体に過負荷をかけることで爆発的に機体性能を上げることができる才能。加えて自ら無理な機動を起こすことができる。作中では機体が捻じ曲がるように見える機動をしていた。

ロロ
王の位を持つ廻り者。徒歩王。古い言葉で話す。巨大な剣を使う。
前世はヴァイキングの公国の創始者のロロ。
才能・歩断
　指定した歩数分だけ、大剣の威力を上げる。作中では三歩と十歩を指定し、十歩では、断崖を一刀両断していた。
才能・独歩
歩断を行使した相手にのみ発動可能。
接触した相手の出力を超える力を得る。
またその力が以後の基礎ステータスになる。
　

カールⅫ世
王の位を持つ廻り者。流星王。生前のカールⅫ世が来ていた服装と
ヘルメットのようなもの、体の近くには星のようなものが漂っている。
前世はスウェーデン国王のカールⅫ世。
才能・星の堕子
　自分を星と見立て、高速移動をする。作中では、物凄い高さから落下することで、隕石並みの威力を出していた。

ヴィルヘルムⅠ世
王の位を持つ廻り者。巨王。全身に鎧を纏っている。
前世はヴィルヘルムⅠ世。
才能　
巨人連隊の顕現。300から1000もの巨兵を召喚することが出来る。作中では、巨兵による防御や、巨兵に爆弾を投げさせる前方広範囲攻撃を行っていた。
PETALS of REINCARNATIONによると才能として載っているのが下の才能のため、上記を才能として書いていいか不明。どちらかと言うと船坂の銃器の権限やホイットマンの狙撃銃を顕現するような才能名がついていないものと同じように思える。

消失の点（デリート）
指定位置へ爆弾を一斉投擲を行う。

更地の列（プランクイン）
巨兵二列の突撃陣形。一列目は半円状に並び縦を二重に構えて進み、二列目は前方に爆弾を投げ続けて進行する。

白紙の群（エンプティページ）
巨兵を最大数召喚して一帯を破壊する命令を出す。破壊力が大きく向上するが細かいコントールが効かなくなる。
　

キュロスⅡ世
王の位を持つ廻り者。兵隊王。両手を合わせ、それを逆さにしている。
前世はペルシアの初代国王のキュロスⅡ世。
才能・キュロス・シリンダー
　背後にあるマントのような羽を変形させる。能力の詳細は不明。
緋の不死隊（オイ・ロボロイ）
　背後の羽を変形させることで、不死の従属を召喚する。詳細は不明。
　

イヴァンⅣ世
王の位を持つ廻り者。雷帝。尊大で好戦的な性格をしている。偉人類計画の加担は人類への諦観からではなく、自らの情熱故。
より良い世界の運用を模索しより良い結論を求めているため、力を行使しながらも対話には応え、戦う際にも敵を正面から受け止める。作中では孤島に誘導されて、フォード、マードック、マンビー、黒鋭隊と交戦する戦う中で3人の才能の使い方や戦い方など褒めているほか、「虫」として見ていた人間を勇ましく立ち向かったことを受けて「虫」ということを撤回している。フォード、マンビーの偉人類計画に対する意見を聞いている。

前世はモスクワ・ロシアの初代ツァーリのイヴァンⅣ世。
才能・雷怒
雷によって自身の身体能力を向上させる。反応速度、運動速度に作用し、結果格段に戦闘力が向上する。感情の抑揚に同期するので能力のリソースを考慮する必要がなく効率的に高度な戦闘が可能になる。反面、冷静な判断や加減が難しくなるため周囲への被害が増える懸念もある。
才能・回雷
体や杖で受けたあらゆるエネルギーを電気に変化し、そのエネルギーでさらに自己を強化する。危機に瀕するほど早く、強くなり、逆転の可能性が上がるため、物理攻撃でのイヴァンの攻略を難しくしている。

エイリークⅠ世
王の位を持つ廻り者。血斧王。右手は血蛭になっており、
左手には大きな斧を持ち、至る所に返り血のようなのがある。
前世はノルウェーの国王のエイリークⅠ世。
才能・血斧
血を吸う毎に強化される斧と血蛭を使役する。詳細は不明。

クロムウェル
王の位を持つ廻り者。鉄騎王。黒い鎧を身に纏う大きく、黒い馬に乗っており、
丁寧な口調で話す。
前世は政治家で軍人のオリバー・クロムウェル。

エジソン
王の位を持つ廻り者。発明王。背中に大きな電球を乗せたバックを背負う。
ナイチンゲールに洗脳されてから、反応が悪くなった。
前世は発明家で起業家のトーマス・エジソン
才能・発明
　ひらめきと時間を使って発明品を作成する。ここでの「ひらめき」とは廻り者の才能との接触のことであり、自己完結的に発明品を作成することはできない。

チャップリン
王の位を持つ廻り者。喜劇王。全身が真っ黒く、ジェスチャーで会話している。
前世は映画俳優のチャールズ・チャップリン。
才能・パントマイム
ジェスチャーの示す結果をもたらす。行使にはパントマイムを視認する観客の存在が必要となる。

### 項羽軍
項羽
偉人の杜初期メンバーの1人。偉人格の廻り者も罪人格の廻り者も同胞であると考え、生きがいを持って共に生きていけることを夢見ていた。しかしダヴィンチらと意見が割れ脱退してしまう。その時に感情的になったアインに攻撃され重症を負うも、罪人格の廻り者達によって一命をとりとめた。望まずとも罪人の才能を得てしまった廻り者たちの居場所を作ろうとしていたため、多くの廻り者からの信頼は厚く感謝されている。ダルモンの才能により延命していたが、左胸の傷は心臓を抉るほどのもので活動限界を悟っており、死ぬ前に自身の才能を譲ろうかと東耶に提案したが断られる。最期はダルモンの才能により重瞳の城にて死亡。
また、カエサルの花弁についての考察や、戦力としてゲッツら複数の廻り者を東耶と黒鋭隊に残していった。
前世は楚の武将項羽。
才能・万象儀
あらゆるものを闘気で支配し武器として使用することができる。自身の闘気を纏わせることで岩のゴーレムを作り出すこともできる。誰かを傷つける（=武器と認識する）ことで何でもできる才能であり、傷をふさいだり空間を移動することも可能。 作中において最強格の才能のひとつ。
黒死無争
万象儀の闘気の波で結界を作り出す。 結界内は原子までも項羽の意のままに操ることができる。この性質を使い、結界内の物質を拡張と圧縮を繰り返すことで、 原子結合を壊され、最終的には原子崩壊に向かう。結果的に結界内に超重力場などが生み出される。
項羽は「略式的なビックバン」と称している。

ダルモン
罪人格の廻り者で、項羽のことが大好き。項羽のことを悲しませたり悪く言う人を殺そうとする。偉人の杜との戦いの時も項羽に寄り添い続けた。最期は項羽のために才能を行使し、寄り添いながら共に一生を終える。
前世はシャルロット・コルデー。
才能・暗殺天使
自身の命と引き換えに誰かの命を確実に奪うことができる。
才能・カーンの処女
ダルモンの才能が対象者を選んでいない場合、ダルモンを一切傷つけることが出来ない。また、才能の対象者はダルモンの死の執行まで死ぬことが出来ない。
この才能により対象者を項羽に定めることで項羽を延命させた。

アドルフ・ヒトラー
罪人格の廻り者で五虎将の1人。偉人の杜を項羽らが設立した時は項羽を信用していなかったが、どんな時でも罪人格に手を差し伸べる項羽に恩を感じていた。そのため項羽が攻撃されたことに激怒、偉人の杜への報復を決意する。その戦いでポル＝ポトと共に何人もの偉人格を倒し、ニュートンとアインシュタインとも戦う。足が不自由で、移動の際はポル＝ポトに運んでもらっている。いつも自信たっぷりで頭もかなり切れるが、感情的になることもある。
アインとニュートンの人間性を感じ、引き分けだと宣言する。その後ポル＝ポトと共に自ら腐食に飲まれて死亡。
前世はドイツの独裁者アドルフ・ヒトラー。
才能・掌握者（エニグマ）
ハーケンクロイツに触れている生物の視覚や聴覚などを共有できる。
また、視線を合わせた相手の心底を読む能力も持ち、この能力により喋らないポル＝ポトと意思疎通ができる。

ポル＝ポト
罪人格の廻り者で五虎将の1人。寡黙で一切喋らないが優しい人を気遣う心を持つ。ヒトラーらと同じく初めに項羽が集めた罪人格の1人。項羽戦ではヒトラーと共に圧倒的な力で多くの偉人を倒し、ニュートンとアインシュタインと交戦する。
ニュートンとアインらを倒すが、2人の持つ人間性を感じ、殺さないことを決める。最期はヒトラーと共に自ら腐食に飲まれて死亡。その後、コーニッシュの才能により時間制限ヒトラーとよく行動を共にするのはヒトラーに対しての恩義と意思疎通ができるのがヒトラーのみだから。
前世はカンボジアの独裁者ポル・ポト。
才能・腐食果実（キリング・フィールド）
生物、植物、金属など物質に関わらず自身の周囲の物を腐食させる。有効範囲は半径50メートル以上。

ハンス・ウルリッヒ・ルーデル
五虎将の1人で偉人格にも関わらず項羽軍に属する廻り者。
偉人の杜との戦いで舩坂と不死同士の戦いをする。廻り者になって退屈に感じていたが、唯一無二の好敵手である舩坂と出会い、戦えたことに喜びを感じ決着をつける。
前世はスツーカの悪魔と呼ばれたドイツの英雄、ハンス・ウルリッヒ・ルーデル。
才能・不死鳥
どんな攻撃も無効化し、一切傷を負わないため「不変の不死」と称される。また、爆撃機に搭載される機関銃を顕現させる。外観からMG34機関銃だと推測される。また急降下爆撃を可能にする跳躍力を持つようになる。
ジェリコのラッパ
跳躍し、ルーデルが搭乗していたJu87爆撃機に搭載される爆弾をマントの下から顕現させ地表へ投下する技。

カルロス・ハスコック
偉人格にして項羽軍に属する五虎将の1人。白い羽で覆われ鳥人のような容姿をしている、偉人の杜の拠点に奇襲をし、多大な被害を与えた。その後狙撃手同士シモ＝ヘイヘと交戦し、相討ちとなる。
前世はアメリカ軍の狙撃手カルロス・ハスコック。
才能・緑の地獄
ベトナム戦争の舞台の熱帯林に相手を強制的に引きずり込む。第三者の介入は不可能。

ノストラダムス
ペストマスクを被った廻り者。内情を探るためにわざと黒鋭隊に捕まる。帰還の際には攻撃されるも、才能を使って無傷であった。偉人の杜との戦いではダルモンと共に項羽の城で待機していたが、暴走した灰都を止めるためにカエサルと共闘。戦闘中に自身の死を予言し、灰都によって殺害される。
黒鋭隊から逃げる際に、花弁に関わる重大な情報を残していた。
前世はノストラダムス。
才能・大予言者
予言書を使って未来を予言することができる。予言の的中率は70%で、案外外れる。ある程度ならは自分で書き加えたり修正することもできる。

ヴラド三世
罪人格の廻り者。項羽軍の中で偉人の杜と初めに戦い、舩坂、ニュートンに追い詰められていたところを項羽に助けられる。2度目の交戦ではドリーシュ、灰都、ニュートン、舩坂と戦い罠にはめようとするが後ろから東耶に才能を盗まれる。大戦直前に東耶によって殺害。
前世はヴラド・ツェペシュ。
才能・串刺し公
周りの鋭角（50度から60度）の物質を串状に伸ばし、敵を串刺しにする。

デサルボ
罪人格の廻り者で、ヒトラーらと同じく項羽が初めに集めた廻り者の1人。自身の衝動は物を握りつぶすことで抑えられるらしい。偉人の杜との戦いでは舩坂、ファーブル、東耶と交戦する。結果ファーブルによって殺害。結局、誰一人握りつぶせず退場した。
前世はボストン絞殺魔事件の犯人、アルバート・デサルボ。
才能・絞殺魔（ストラングラー）
絞殺する才能で、握力はコンクリートを握りつぶすほどに。また、手榴弾が効かないほど強靭な体となる。

チャールズ・ホイットマン
罪人格の廻り者。次々と倒れる仲間の敵討ちにライト姉妹を倒そうとする。それをシモ・ヘイヘに防がれ交戦し敗北、最期は項羽に感謝しながら息を引き取る。
前世はテキサスタワー乱射事件の犯人、チャールズ・ホイットマン。
才能・時計仕掛けの精密射撃（クロックロック・ファイア）
巨大な時計を展開し、その秒針が“XII(12)”を指すと同時に狙撃すると100%相手に命中する弾道を得る事ができる。また狙撃銃を顕現させる。

アンドレイ・チカチーロ
罪人格の廻り者。廻り者になる前は真面目な青年であり、殺人衝動を抑えようと動物を殺していた。しかし、段々と抑えられなくなり、人を殺める前に自害しようとしていたところを項羽に拾われる。偉人の杜との戦いではダーウィンと交戦し、殺害される。項羽に自分を最期に居場所を作ってくれたことに感謝しながら息を引き取る。「悪だな」「悪だろ」などが口癖。
前世は連続殺人者アンドレイ・チカチーロ。
才能・赤い切り裂き魔
両手の爪で触れるだけで爪の長さより短いありとあらゆるものを切り裂くことができる。

ワイルド・ビル・ヒコック
罪人格の廻り者。普段はねっとりとした口調で話すが、焦ると普通に話す。偉人の杜との戦いではシュレーディンガーと戦い殺害される。
前世はアメリカ西部開拓時代のガンマンワイルド・ビル・ヒコック。
才能・死人の手札（デッドマンズ・ハンド）
引いたトランプのカードによって銃の弾丸を変えることができる。

ジャハーンギール
罪人格の廻り者。偉人の杜との戦いで複数の廻り者を引き連れボビー・フィッシャーと交戦し殺害される。
前世はジャハーンギール。
才能・象の足
足踏みをするだけで踏んだ場所を大きく凹ます。

岡田以蔵
罪人格の廻り者。偉人の杜との戦いで複数の廻り者を引き連れて灰都、十兵衛、カエサルと交戦し、十兵衛によって殺害。
前世は岡田以蔵。
才能・人斬り
戦闘シーンがなかったため、どのような能力かは不明。

### 黒鋭部隊
北束 斎（きたづか いつき）
特務自衛隊「黒鋭部隊」のリーダー。西耶の親友で、何かと東耶にも気を配っていた。武術の天才で廻り者に関しては快く思っていない。項羽戦の後の偉人の杜の暴走を受け、作戦を練る。
南毅（よしき）
黒鋭隊の隊員。北束と共に花弁の研究をし、偉人の杜を止める方法を模索する。中高を飛び級し海外の大学に行くほどの天才だが、パニックになると我を忘れて泣き叫ぶ。

### 浮草
ゴットフリード・フォン・ベルリヒンゲン
項羽が残した戦力「浮草（ダックウィード）」のリーダー格の廻り者。通称・鉄腕ゲッツ。巨大な右腕を持ち、いつも大声で喋る男性。競争心の塊だが、殺意等は皆無なスポーツマン気質。
前世はゴットフリード・フォン・ベルリヒンゲン。
才能・最後の騎士
巨大な鉄の義手「ホルンベルク」をその重量を無視して自在に操る。また、競争心と結束意識が芽生える。
アンリ＝デュナン
小柄で毒舌な廻り者。血を見ると興奮する。仲間の傷を請け負う才能を持ち、彼らの戦闘におけるキーマンとなる。気遣い上手で、普段も「浮草」の輪の中心にいた。
アルベルトとの激戦を生き残り、東耶らの作戦に協力することとなる。元「医術会」所属。
前世はアンリ・デュナン。
才能・赤十字（レッドクロス）
接吻により契約した対象の傷を請け負う才能。請け負った傷が致命傷であってもアンリ自身は死ぬことはなく、時間がかかるが完治する。
ただし傷の請け負いには限界があり、それを超えるとアンリは意識を失い、請け負っていた傷は元の者に戻ってしまう。
ジョシュア＝エイブラハム＝ノートン
王冠を被った廻り者。陽気でお調子者。
前世はジョシュア＝エイブラハム＝ノートン。
才能・アイアムエンペラー
注目・標的を強制的に自身へ誘導し、敵の攻撃の方向を逸らす。同時に自分に対する敬礼を強い、繰り返し行使することで敵対者にも敬意を芽生えさせる。
カール＝フォン＝リンネ
頭から双葉を生やした廻り者。植物を愛し、すぐ植樹しようとする。
前世はカール・フォン・リンネ。
才能・名前のない者たちへ
自意識がない、または弱い生物に固有名詞をつけることで自在に操る才能で特に植物に有効。
アウグスト＝フェルディナント＝メビウス
口元を隠している廻り者。とても寡黙。ノートンからは「我が友」と称されており、二人の連携でアルベルトの攻撃を防いでみせた。
前世はアウグスト＝フェルディナント＝メビウス。
才能・メビウスの輪
あらゆるエネルギーを無効化する帯を顕現し、敵の攻撃を防ぐ。
フランツ・アント・メスメル
仮面を被った廻り者。非戦闘員で、罪人軍との戦いの前に偉人の杜の勧誘を受けていたが雲隠れしていた。アルベルトとの激戦を生き残る。音を使う廻り者。アルベルトとの激戦を生き残り、東耶ら黒鋭隊に協力することになる。かなり昔に自身の才能で人々の偉人大戦の記憶を封印しており、その効果が切れることを危惧しているため、何も喋らない。ユーゴー、ガウディは知人。
前世はフランツ・アント・メスメル。
才能・狂鳴奏者（リブハーモナイズ）
自身に内蔵されたグラスハーモニカで催眠を行う。その催眠能力は非常に強力だが、効果範囲が狭く、かかりきるまでの時間も長い。
レオ＝レオニ
黒い箱のような姿の廻り者。非戦闘員で、よく絵本を描きたがる。「浮草」の中では記録係をしていた。元「絵本会」所属。
前世は絵本作家レオ・レオニ。
才能・I'll be the eye
目を描いた絵を掲げることで人間以外の生物への威嚇ができる才能。発動には仲間が必要。無益な戦いを避けるのに有用な能力。
才能・平行植物
架空の植物を絵本から顕現させる才能。発揮には自身以外の観測者が必要で、リンネがその役割を担い、その植物をリンネの才能により使役していた。
本多光太郎
制帽を被った廻り者。大雑把な性格でカロザースに身なりを整えてもらっている。
前世は本多光太郎。
才能・鉄の神様
触れた物体から鉄を抽出し、鉄塊を形成し操る。高速生成は出来ず、形も単純なものに限定されるため、カロザースと連携して戦う。
ウォーレス＝カロザース
眼鏡をかけた気弱な廻り者。才能の影響で精神的に疲弊しやすい。
前世はウォーレス・カロザース。
才能・高分子化学糸
鉄をも切り裂く糸を生成する才能。直接攻撃にも使える能力だが、彼女の性格上、光太郎のサポートに徹していた。

### その他
アラン・スミシー
顔の無い男で、輪廻の枝の製作者。輪廻の種の枝の在り処も知っている。出会った人間は、出会ったことを完全に忘れてしまう。作中では「記憶に残らない超次元的存在」と呼ばれた。しかし、一部の人間は出会ったことを忘れず覚えていることがある。帽子の複製や、世界中のあらゆる場所に同時に出現など、超常現象を行える。あらゆることを知っており、質問をすればどんなことでも必ず答えてくれる。名前の由来は架空の映画監督の名前から。ナイチンゲール曰く「偽名」という名前。アラン・スミシーの語源に関しては当該記事を参照。

### 野良の廻り者(単行本1〜2巻に登場)
アルバート・ハミルトン・フィッシュ
東耶が初めて対峙した廻り者。殺人鬼としての才能に呑まれ犯行を繰り返していたため、罪人格として灰都によって始末される。なお、彼が使用していた輪廻の枝は東耶の手に渡った。
前世はアルバート・ハミルトン・フィッシュ。
才能・食人累加
食人衝動に目覚め、食人行為によって身体能力を強化する。
エド・ゲイン
罪人格の廻り者。項羽軍にスカウトされていたが、従属する前に偉人の杜によって排除された。最後は船坂弘に介錯してもらう。
前世はエド・ゲイン。
才能・忌むべき創作技術（タブークリエイター）
人体を即座に解体・加工することができる。火葬が一般的な日本においては死体を入手しづらいため、自ら死体を作れる戦闘能力をも獲得している。
ジョン・ゲイシー
罪人格の廻り者。項羽軍にスカウトされていたが、従属する前に偉人の杜によって排除された。
前世はジョン・ゲイシー。
才能・殺人道化芸（フリングキリング）
動物曲芸、空中曲芸、地上曲芸に分類される殺人術。発揮する前に灰都により倒されたため、詳細は不明。

### 野良の廻り者 (ノイマンによる宣戦布告以後に登場)
ナポレオン・ボナパルト
フランスの凱旋門に現れた野良の廻り者。一時、才能でパリを恐怖に陥れたが、フランスの特殊部隊により敗北し死亡した。愛馬の名はマレンゴ。
前世はナポレオン・ボナパルト。
才能・大帝の礎
墓地や慰霊地の死者を部下として使役できる。優秀な戦士、将軍は使役できず、使役する兵士は自我も無いので弱く、数で攻める作戦であった。死者はやられても何度でも繰り返し使役可能。
マクスウェル
ラプラスと共にエリザベスタワーに現れた野良の廻り者。
前世はジェームズ・クラーク・マクスウェル。
才能・マクスウェルの悪魔
傍観者でいる限り、分子の動きを正確に視ることができる。
ラプラス
マクスウェルと共にエリザベスタワーに現れた野良の廻り者。
前世はピエール・シモン・ラプラス。
才能・ラプラスの魔物
傍観者でいる限り、収束する真実を視ることができる。
レイチェル・カーソン
太平洋で確認された野良の廻り者で、黒い巨体に無数の目を有する。推定身長１２００ｍ。原子力空母２隻を含む８隻の船を全滅させた。人類にとって大きな脅威である一方、カーソンが現れた海域からは海洋ゴミが消失し、また、絶滅したとされていた海洋生物が確認された。ノイマン曰く海を汚す者のみ攻撃対象としている可能性が高いとのこと。
前世はレイチェル・カーソン。
才能・沈黙の青
海の汚染を敏感に感じ取り、汚染度によって体が巨大化する。また、取り込んだあらゆる汚染物を消化し、浄化することが出来る。
ディエゴ・デ・アルマグロ
サハラ砂漠に出現した野良の廻り者。征服者（コンキスタドール）の1人で、ピサロ、コルテスと共に行動していた。ゲッツらと交戦するも力で押し負ける。その後光太郎とカロザースの連携攻撃により弾かれ、一旦市街地などへ退こうとしたところコルテスに銃殺される。
前世はディエゴ・デ・アルマグロ。
才能・滅亡勧告（レケリミエント）
敵対する相手が多くなるほど武装が増え、戦闘力も上がる。行使には「勧告」を口にする必要がある。この才能によって近隣の軍隊を何度も撃破していた。
フランシスコ・ピサロ
サハラ砂漠に出現した野良の廻り者。犬のような容姿をしたコンキスタドール。才能によりアインらを襲おうとするが、ノートンに防がれる。光太郎とカロザースの連携攻撃に倒れたところをアルマグロがコルテスに殺され、驚愕していたところ自身も同じように銃殺される。
前世はフランシスコ・ピサロ。
才能・喰らう群
最大2000匹の黒い犬型の化け物を呼び出し、敵を襲わせる。
エルナン・コルテス
サハラ砂漠に出現した野良の廻り者で、コンキスタドールの1人。笑っているような仮面を付けている。初めは逃げているだけだったが、アルマグロとピサロを殺して才能を発動させようとする。しかし発動前にアインのとっさの機転で殺される。
前世はエルナン・コルテス。
才能・悲しき夜（ノチェ・トリステ）
発動前に殺されたため詳細は不明だが、発動直前に周囲が暗くなった。
仲間が死ぬことにより発動する、広範囲におよぶ熱破壊攻撃と推定されている。
果心居士
厳島神社の鳥居の上に現れた野良の廻り者。巨大な龍の幻を出現させた。
前世は室町時代の幻術師である果心居士。
才能・笹葉魚泳
求められた幻ならばどんなものでも再現する事が出来る。決しては触ってはいけない。
山田浅右衛門吉利
柳生の報で灰都の指南に駆けつけた剣士3人の1人であり、上泉の弟子。廻り者になった後、強さを求めて彷徨っていた所で柳生と出会い、柳生に辛抱強く諭されながら上泉に師事、鍛錬を積む。技術は身につけつつも未だに精神面の未熟さが目立つ所があり、吉時にも「辛抱弱さがお前の弱さだ」と言われている。また、鍛錬では試し斬りが多いため、刀の手入れが出来るように拭布を腰に下げている。
前世は7代山田浅右衛門である山田吉利。
才能・御様御用
蝋燭の火を消す動作を持って発動する。(絶対条件では無いが、ルーティーンとして安定化させている)対象が5m以内ならば瞬時に間合いが詰まり、斬撃を放つことが出来る。
山田浅右衛門吉時
柳生の報で灰都の指南に駆けつけた剣士3人の1人であり、上泉の弟子。名刀が放つ輝きを目にするため剣技を求め、日本は勿論海外にまで刀剣を見て回り瞳に納めている。また、刀剣を扱う技術を会得するため剣聖塚原卜伝に弟子入りを乞うも叶わず、後に上泉に師事した。剣の技術は吉利に及ばぬものの、成熟した精神面の安定性故に剣技が下振れせず試合で吉利を破ることが多い。また、上泉への献上品として集まる刀達を吟味する際、ニヤニヤしては他の弟子に引かれている。
前世は2代山田浅右衛門である山田吉時。
才能・御試御用
蝋燭の火を消す動作を持って発動する。
(吉利同様、ルーティーンとして安定化させている)実在する、または実在した刀を顕在化させ、その刀に合った斬撃を放つ。作中では長曽祢虎徹を使用。
上泉伊勢守信綱
「視覚を頼ると音や流れを掴み損なう」という理由で面布を着けており、剣聖として名高いながらもその下の素顔を見た者は非常に少ない。その剣術は武の頂に近く、塚原卜伝と共に実践を重ね、戦場を渡る内に精神鍛錬に重きを置き、「無想」を目指すに至る。後に卜伝とは意見を違え、決闘の末別の道をゆくことになる。また、作中で腰に差した白鞘から刀を抜いた際、凄まじい圧が灰都達を襲った。(吉時曰く、「血が凍る程の圧」。)日本茶や抹茶が大好物。
前世は剣聖上泉信綱。
才能・無想
この才能を行使した状態の上泉と対峙して生存しているのが卜伝だけの為、現段階では謎に包まれている。
エルヴィン=ロンメル
偉人の杜を倒すために駆けつけた廻り者。前線での戦いよりも戦術や戦略が得意であり、相手を錯乱させ降伏に追い込むソフト・キルを好む。自己管理を徹底しており、仲間からは堅物と揶揄されている。作中ではミハイルと共にエイリークを迎え撃ち、エイリークの攻撃に対して即座に反応したり、エルヴィンが撃った徹甲弾で血槍を散らし、それをミハイルが焼夷弾で気化させるという見事なチームワークを披露した。日課はバードウォッチング。
前世は「砂漠の狐」の異名で知られるエルヴィン・ロンメル陸軍元帥。
才能・狐の戦車(フォックス・コマンダー)
外見はドイツのティーガーIIのような戦車だが性能は別物であり、足回りが優秀かつ装甲もかなり硬い。また、内部にはEMP兵器やマシンガン、火炎放射器など様々な兵器を備えている。
才能・狐の令(フォックス・コマンド)
特殊な効果を付与する弾丸を撃ち出す。例としてステルス機能を付与する弾丸、白く粒だった強化装甲を味方に付与する弾丸などその種類は様々。
ミハイル=ヴィットマン
偉人の杜を倒すために駆けつけた廻り者。エルヴィンとは真逆で、最前線における単騎での格闘戦、特にその火力で敵を押し込むハード・キルを得意とする。性格も真逆で陽気であり好戦的で、常に軽口を叩いている。作中ではエルヴィンと共にエイリークを向かい撃ち、砲身での直接殴打や砲弾発射時の反動を利用して攻撃を避けるなど、高い操車技術と共に機転の利く姿を見せた。
前世は最も多くの敵戦車を撃破した戦車兵の1人であるミハエル・ヴィットマンSS大尉。
才能・黒鉄の虎
外見はドイツのティーガーIのような戦車だが性能は別物であり、ロンメル同様優秀な機動性と堅牢な装甲を有している。ロンメルと同様、墳進砲などの多種の隠し兵器を有している。
才能・灼鉄の虎
短時間ではあるが戦車のリミッターが外れ、機動性が更に増す。平時は封じられている弾頭が発射可能になり、赤く脈動する車体と黒い排煙は見るものを恐怖させる。

### 美術会
美術家、芸術家の廻り者によるコミュニティ。才能により存在が偽装された「絵之島」に本拠地をおいていた。アルベルトの襲撃により絵之島は炎上し崩壊。脱出したが現在の居場所は不明。
放浪中だと思われる。
サルバドール・ダリ
東耶らの海上での「種」探しの際衝突した「絵之島」にいた廻り者。細長い髭が付けられた仮面をつけており、紳士的な振る舞いが特徴。「美術会」の一員で、もてなしと称してノイマンⅡ以外の上陸メンバーの全員を"芸術への小旅行（アートリップ）"の術中にかけた。
前世はサルバドール・ダリ。
才能・シュルレアリスム
現実と芸術の境界を曖昧にし、絵画作品をモチーフとした空間に、相手の五感を含んだ意識の全てを閉じこめる。
これは幻覚に近いが、あくまで「感受性の極大化」である。"芸術への小旅行（アートリップ）"は才能そのものではなく、上記の現象の呼び名である。
ズジスワフ・ベクシンスキー
「絵之島」にいた廻り者で「美術会」の一員。体は小さく、細くて黒い腕が幾本も生えている。奇形動物の頭部骨格に似た3つの仮面を頭に付けている。おしゃべりだが、セリフは全て「  」である。
前世はズジスワフ・ベクシンスキー。
才能・「　」(ノータイトル)
芸術に対する感性の増長を与える。創った作品の他、あらゆるものに浸透付与させることができ、敵意や負の感情をもって触れると恐ろしい終焉を迎えるとされる。
絵之島のメンバー全員に自身の才能を適用しており、輪廻の種に掛けた才能に至っては、ダリが「触れれば最後死ぬよりも酷いことになる」と言っている。
ルネ・マグリット
「絵之島」にいた廻り者で「美術会」の一員。空が描かれた仮面をつけている。かなり穏やかな性格。
前世はルネ・マグリット。
才能・デペイズマン
シュルレアリスムと同様、現実と芸術の境界を曖昧にし、"芸術への小旅行（アートリップ）"の世界に引きずり込む。
フィンセント・ファン・ゴッホ
「絵之島」にいた廻り者で「美術会」の一員。ひまわりの仮面をつけている。パイプを咥えているが、いつもゴホゴホと咳込んでいる。下ネタ好きで寡黙。
前世はフィンセント・ファン・ゴッホ。
才能・孤独な狂気
寂しさや孤独感などの感情を増幅させ、"芸術への小旅行（アートリップ）"の世界に引きずり込む。
その他
エドワード・ゴーリー
「絵之島」を訪れていた客人で全身黒装束の廻り者。他の「絵之島」にもいくつか訪れていたようだが、自身は「絵本会」所属でレオニとは手紙のやり取りをしていた。とある招待状を届けにきたが、ダリが辞退したため招待状はアンリの手に渡った。
前世は絵本作家のエドワード・ゴーリー。
才能・Guest
仲間の死によって、謎の生物「訃げる客」「胡乱な客」が出現する。「訃げる客」はゴーリーに仲間の死を伝え、「胡乱な客」は仲間を殺めた者に付きまとい不運と不幸を招く。

## 用語
輪廻返り
輪廻の枝で首を切ることによって前世の才能を引き出すこと。引き出した才能によって外見が変化し、性格や人格も変化する。
輪廻の枝
輪廻返りの時に使用する小さなナイフ型の道具。首を切ると傷口から血の代わりに赤色に光る花弁が舞う。枝同士をぶつけることで対消滅を起こし、種の位置を知らせる。
輪廻の種
輪廻の枝を統括する存在と思われ、種を破壊することにより、廻り者を全滅することが出来ると仮説されている。黒鋭隊は種の破壊による廻り者の全滅を目標としている。アラン・スミシーから譲り受けたダリたち美術家は「黒卵」と呼び、スケッチ素材としていた。
廻り者
輪廻返りをして才能を得た人物の総称。前世により姿が変わり、才能を使うことができる。時間が経つと輪廻返りが解け、元の姿に戻る。廻り者の首からは赤色の花弁が舞う。死ぬと全身が花弁となって散ってしまい、その場には輪廻の枝のみが残る。
完全な廻り者
廻り者は、輪廻返りを繰り返すにつれて完全な廻り者になる。時間制限がなくなり、姿も変わったままである。前世の名前で呼ばれ、輪廻返りをする前の記憶は忘れてしまう。
不完全な廻り者
輪廻返りしてまだ日が浅い廻り者。偉人の杜で不完全な廻り者は東耶と灰都のみ。

偉人の杜
罪人格の一掃、世界平和を目的とする廻り者の集団。ダヴィンチをリーダーとし、ノイマン、項羽、ピカソ、アインの5人で立ち上げた。
項羽軍（罪人軍）
項羽が率いる廻り者の集団で、その多くは罪人格で構成されている。当初は偉人の杜で受け入れる予定だったが、ダヴィンチとの一件で破綻。項羽の思惑もあり、偉人の杜と敵対する。
「会」
項羽が創った、似た分野の才能をもつ廻り者たちのコミュニティ。廻り者たちの孤独を危惧して創られたため、偉人の杜のような明確な指針は持たない。「美術会」「絵本会」「医術会」などが存在する。基本的には人里から離れて過ごし、「会」同士の横の繋がりは薄い。
似たような前世をもつ廻り者でも、時代や宗教、倫理観などの違いから衝突することも多い。
「浮草」
「会」から脱退した廻り者の集まり。正式名でなく、周りからの呼び名。

## 書誌情報
- 小西幹久 『リィンカーネーションの花弁』マッグガーデン〈ブレイドコミックス〉、既刊22巻（2025年8月8日現在）
  1. 2014年11月10日発売[14]、ISBN 978-4-8000-0376-8
  2. 2015年5月9日発売[15]、ISBN 978-4-8000-0453-6
  3. 2015年10月10日発売[16]、ISBN 978-4-8000-0505-2
  4. 2016年3月10日発売[17]、ISBN 978-4-8000-0542-7
  5. 2016年9月10日発売[18]、ISBN 978-4-8000-0613-4
  6. 2017年6月9日発売[19]、ISBN 978-4-8000-0693-6
  7. 2017年12月9日発売[20]、ISBN 978-4-8000-0735-3
  8. 2018年7月10日発売[21]、ISBN 978-4-8000-0787-2
  9. 2019年1月10日発売[22]、ISBN 978-4-8000-0821-3
    - （初回限定版）同時発売[23]、ISBN 978-4-8000-0820-6

  10. 2019年8月10日発売[24]、ISBN 978-4-8000-0882-4
  11. 2020年1月10日発売[25]、ISBN 978-4-8000-0929-6
  12. 2020年8月7日発売[26]、ISBN 978-4-8000-1000-1
  13. 2021年1月9日発売[27]、ISBN 978-4-8000-1042-1
  14. 2021年7月9日発売[28]、ISBN 978-4-8000-1109-1
  15. 2022年1月8日発売[29]、ISBN 978-4-8000-1165-7
  16. 2022年7月8日発売[30]、ISBN 978-4-8000-1225-8
  17. 2023年1月10日発売[31]、ISBN 978-4-8000-1284-5
  18. 2023年7月10日発売[32]、ISBN 978-4-8000-1348-4
  19. 2024年1月10日発売[33]、ISBN 978-4-8000-1412-2
  20. 2024年8月7日発売[34]、ISBN 978-4-8000-1481-8
  21. 2025年2月10日発売[35]、ISBN 978-4-8000-1552-5
  22. 2025年8月8日発売[36]、ISBN 978-4-8000-1626-3

## テレビアニメ
2024年にテレビアニメ化が発表され、2026年に放送予定。

### スタッフ
- 原作 - 小西幹久[37]
- 監督 - 久藤瞬[37]
- シリーズ構成 - イシノアツオ[37]
- 副監督 - 村山公輔[37]
- アクションディレクター - 東賢太郎[37]
- キャラクターデザイン - 加藤春奈[37]
- キャラクターデザイン監修 - 小野早香[37]
- 音響監督 - 長崎行男[37]
- 音楽 - KOHTA YAMAMOTO[37]
- 音楽制作 - ポニーキャニオン[37]
- アニメーション制作 - BENTEN Film[37]
- 製作 - 「リィンカーネーションの花弁」製作委員会